# Саут Бенд (Индијана)
Саут Бенд (енгл. South Bend) град је у америчкој савезној држави Индијана.

## Демографија
По попису из 2010. године број становника је 101.168, што је 6.621 (-6,1%) становника мање него 2000. године.
|                   | 2010.            | 2000.            |
| Укупно            | 101 168 (100,0%) | 107 789 (100,0%) |
| Белци             | 56 474 (55,82%)  | 68 202 (63,27%)  |
| Афроамериканци    | 26 906 (26,60%)  | 26 522 (24,61%)  |
| Хиспаноамериканци | 13 116 (12,96%)  | 9 110 (8,452%)   |
| Остали            | 3 354 (3,315%)   | 2 663 (2,471%)   |
| Азијати           | 1 318 (1,303%)   | 1 292 (1,199%)   |

## Партнерски градови
- Арцберг
- Ченстохова